# Discografia lui Jean Moscopol
Discografia cântărețului Jean Moscopol cuprinde numeroase apariții (ebonite, viniluri, CD-uri etc.) ce prezintă înregistrări realizate în anii 1929 - 1943, în România (la București) și în străinătate (la Viena și Berlin).
Discurile cântărețului au fost înregistrate la casele de discuri Parlophon, Homocord, His Master's Voice, Columbia și Electrecord.

## Discuri Parlophon
| An   | Număr de catalog | Format                 | Piese                                           | Acompaniament                                              |
| ---- | ---------------- | ---------------------- | ----------------------------------------------- | ---------------------------------------------------------- |
| 1929 | B. 11594         | ebonită, single, 25 cm | Chiquita; Într-un mic bar                       | orchestra Schwarzmann                                      |
| 1929 | B. 11595         | ebonită, single, 25 cm | Cu doua Roze și un Sărut; Sub Liliacul înflorit | orchestra Schwarzmann                                      |
| 1929 | B. 11596         | ebonită, single, 25 cm | 1. Un cântec vechi; 2. Florentina               | orchestra Schwarzmann (1) Acompaniat de vioară și pian (2) |
| 1929 | B. 11597         | ebonită, single, 25 cm | Flori și femei; Jeannine                        | orchestra Schwarzmann                                      |
| 1929 | B. 11598         | ebonită, single, 25 cm | Addios muchachos; Rezongo                       | orchestra Schwarzmann                                      |
| 1930 | B. 11682         | ebonită, single, 25 cm | Dacă Elisabeth; Donna Mia                       | orchestra Dobbri                                           |
| 1930 | B. 11686         | ebonită, single, 25 cm | În Paris, în Paris; Valsul Iubirei              | orchestra Dobbri                                           |

## Discuri Homocord
| An   | Număr de catalog | Format                 | Piese                                                         | Acompaniament                                                   |
| ---- | ---------------- | ---------------------- | ------------------------------------------------------------- | --------------------------------------------------------------- |
| 1929 | R. 4-11018       | ebonită, single, 25 cm | Balada fumului de țigară; Iubirea ta e-o fericire ce mă doare | Acomp. de banjo și pian                                         |
| 1929 | R. 4-11019       | ebonită, single, 25 cm | Tu poți să pleci; Argentina                                   | Acomp. de banjo și pian                                         |
| 1929 | R. 4-11110       | ebonită, single, 25 cm | 1. Un sărut Domnișoara; 2. Trei Cuvinte                       | orchestra White Star (1); Acompaniat la pian de Jules Rubin (2) |
| 1929 | R. 4-11111       | ebonită, single, 25 cm | 1. Nu știu; 2. Când vioara cântă lin                          | orchestra White Star (1); Acompaniat la pian de Jules Rubin (2) |
| 1929 | R. 4-11112       | ebonită, single, 25 cm | 1. Iubirea Doamnă nu-i o jucărie; 2. Tango des Roses          | Acompaniat la pian de Jules Rubin (1); orchestra White Star (2) |
| 1929 | R. 4-11113       | ebonită, single, 25 cm | 1. Aproape ești de mine; 2. Vino!                             | orchestra White Star (1); Acompaniat la pian de Jules Rubin (2) |
| 1929 | R. 4-11114       | ebonită, single, 25 cm | 1. Mi-e dor de-un vis; 2. Esclavas Blancas                    | orchestra White Star (1); Acompaniat la pian de Jules Rubin (2) |
| 1929 | R. 4-11115       | ebonită, single, 25 cm | 1. Florentina; 2. Jeannine                                    | orchestra White Star (1); Acompaniat la pian de Jules Rubin (2) |
| 1929 | R. 4-11116       | ebonită, single, 25 cm | 1. Cuvinte dulci; 2. Nu te mai iubesc                         | Acompaniat la pian de Jules Rubin (1); orchestra White Star (2) |
| 1929 | R. 4-11117       | ebonită, single, 25 cm | 1. Ași vrea să-mi spui; 2. Țiganii                            | orchestra White Star (1); Acompaniat la pian de Jules Rubin (2) |
| 1929 | R. 4-11118       | ebonită, single, 25 cm | 1. La Ștrand; 2. Sub liliacul înflorit                        | orchestra White Star (1); Acompaniat la pian de Jules Rubin (2) |
| 1930 | R. 4-11121       | ebonită, single, 25 cm | Două inimi într-un vals; E multă vreme                        | orchestra Fred Bird Rhytmicans                                  |
| 1930 | R. 4-11122       | ebonită, single, 25 cm | Și tu…; Azi e ziua ta                                         | orchestra Fred Bird Rhytmicans                                  |
| 1930 | R. 4-11125       | ebonită, single, 25 cm | Ași voi să te iert; Nu poți să știi                           | orchestra Fred Bird Rhytmicans                                  |
| 1930 | R. 4-11126       | ebonită, single, 25 cm | Eu n-am palate; Mamă, eu vreau să mă-nsor                     | orchestra Fred Bird Rhytmicans                                  |
| 1930 | R. 4-11128       | ebonită, single, 25 cm | Papușa; În gradina inimii                                     | orchestra Fred Bird Rhytmicans                                  |
| 1930 | R. 4-11129       | ebonită, single, 25 cm | Uitarea să m-adoarmă; Nu-ți pasă                              | orchestra Fred Bird Rhytmicans                                  |
| 1930 | R. 4-11138       | ebonită, single, 25 cm | Cel mai divin Tango; Madrid                                   | orchestra Fred Bird Rhytmicans                                  |
| 1930 | R. 4-11140       | ebonită, single, 25 cm | Dă-mi gurița s-o sărut; Dorința mea                           | orchestra Fred Bird Rhytmicans                                  |
| 1930 | R. 4-11141       | ebonită, single, 25 cm | Ertare; O carmela Mea                                         | orchestra Fred Bird Rhytmicans                                  |
| 1930 | R. 4-11142       | ebonită, single, 25 cm | 1. Se duce viata; 2. Nu te mai iubesc                         | orchestra Fred Bird Rhytmicans (1) orchestra White Star (2)     |

## Discuri His Master's Voice
| An   | Număr de catalog | Format                 | Piese                                                                          | Acompaniament                                                |
| ---- | ---------------- | ---------------------- | ------------------------------------------------------------------------------ | ------------------------------------------------------------ |
| 1929 | AM 2483          | ebonită, single, 25 cm | Nu-ți cer nimic; Eu nu mă supăr                                                | orchestra Doll Dauber                                        |
| 1929 | AM 2484          | ebonită, single, 25 cm | Doamnă scuzați; Un cântec vechiu                                               | orchestra Doll Dauber                                        |
| 1929 | AM 2485          | ebonită, single, 25 cm | Cuvinte dulci; Gigolo                                                          | orchestra Doll Dauber                                        |
| 1929 | AM 2486          | ebonită, single, 25 cm | Tangoul rozelor; Tu ești femeea cea visată                                     | orchestra Doll Dauber                                        |
| 1929 | AM 2487          | ebonită, single, 25 cm | Ertați, frumoasă doamnă; Când inima vei dărui                                  | orchestra Doll Dauber                                        |
| 1929 | AM 2488          | ebonită, single, 25 cm | Jeaninne; Îți dau inima mea                                                    | orchestra Doll Dauber                                        |
| 1929 | AM 2489          | ebonită, single, 25 cm | Trei cuvinte dulci am a-ți spune; Inima ți-aș cere, draga mea Baby             | orchestra Doll Dauber                                        |
| 1929 | AM 2490          | ebonită, single, 25 cm | Apune iubirea; Miraj de Aur                                                    | orchestra Doll Dauber                                        |
| 1929 | AM 2491          | ebonită, single, 25 cm | Sonny Boy; Femei și păpuși                                                     | orchestra Doll Dauber                                        |
| 1930 | AM 2750          | ebonită, single, 25 cm | Un cântec drag din Broadway; Femei și păpuși                                   | orchestra Doll Dauber                                        |
| 1930 | AM 2807          | ebonită, single, 25 cm | Oh Donna Clara; Majanh                                                         | orchestra Doll Dauber                                        |
| 1930 | AM 2808          | ebonită, single, 25 cm | Pentru Voi!; Nu credeam să învăț ce înseamnă iubirea                           | orchestra Doll Dauber                                        |
| 1930 | AM 2809          | ebonită, single, 25 cm | Madonnă brună; Al dragostei etern refren                                       | orchestra Doll Dauber                                        |
| 1930 | AM 2810          | ebonită, single, 25 cm | Eu râd mereu!; Nu mai pot                                                      | orchestra Doll Dauber                                        |
| 1930 | AM 2811          | ebonită, single, 25 cm | Când dansezi tango; Pentru tine                                                | orchestra Doll Dauber                                        |
| 1930 | AM 2812          | ebonită, single, 25 cm | Un jurământ de fată; Tu ești prima mea iubire!                                 | orchestra Doll Dauber                                        |
| 1930 | AM 3337          | ebonită, single, 25 cm | Zitana; Tziganiko fili                                                         | orchestra Doll Dauber                                        |
| 1930 | AM 3421          | ebonită, single, 25 cm | Numai tu știi să săruți; Mi-ești drag                                          | orchestra Doll Dauber                                        |
| 1930 | AM 3422          | ebonită, single, 25 cm | Glasul tău e un cânt; Păpușa                                                   | orchestra Doll Dauber                                        |
| 1930 | AM 3423          | ebonită, single, 25 cm | Dă-mi gurița s-o sărut!; Cântecul ochilor                                      | orchestra Doll Dauber                                        |
| 1930 | AM 3424          | ebonită, single, 25 cm | Mamă, vreau să mă-nsor!; Ertare                                                | orchestra Doll Dauber                                        |
| 1930 | AM 3425          | ebonită, single, 25 cm | Mi-ești dragă; Vreau să mă-mbăt                                                | orchestra Doll Dauber                                        |
| 1930 | AM 3426          | ebonită, single, 25 cm | C’est dans tes yeux; Parle moi!                                                | orchestra Doll Dauber                                        |
| 1930 | AM 3427          | ebonită, single, 25 cm | Je t’adore mais pourquoi?; J’aime                                              | orchestra Doll Dauber                                        |
| 1930 | AM 3477          | ebonită, single, 25 cm | Jeaninne; Apune iubirea                                                        | orchestra Doll Dauber                                        |
| 1930 | AM 3478          | ebonită, single, 25 cm | Îți dau inima mea; Miraj de Aur                                                | orchestra Doll Dauber                                        |
| 1931 | AM 3684          | ebonită, single, 25 cm | Minciuna; Iartă!                                                               | orchestra Doll Dauber                                        |
| 1931 | AM 3685          | ebonită, single, 25 cm | Te-aștept la 5; Îndoeli                                                        | orchestra Doll Dauber                                        |
| 1931 | AM 3686          | ebonită, single, 25 cm | Garufa; Vei fi a mea                                                           | orchestra Doll Dauber                                        |
| 1931 | AM 3687          | ebonită, single, 25 cm | Ai și uitat; Nu pot să trăesc făr’ a iubi                                      | orchestra Doll Dauber                                        |
| 1931 | AM 3688          | ebonită, single, 25 cm | O noapte în Monte Carlo; Nușa                                                  | orchestra Doll Dauber                                        |
| 1931 | AM 3689          | ebonită, single, 25 cm | Mă veți erta coniță; Tango și femeie                                           | orchestra Doll Dauber                                        |
| 1931 | AM 3690          | ebonită, single, 25 cm | Ce-ar fi?; Lasă-mă să plâng!                                                   | orchestra Doll Dauber                                        |
| 1931 | AM 3691          | ebonită, single, 25 cm | Tangoul geloziei; Prea târziu                                                  | orchestra Doll Dauber                                        |
| 1931 | AM 3692          | ebonită, single, 25 cm | Soupçons; Ma Doudou                                                            | Pian                                                         |
| 1931 | AM 3693          | ebonită, single, 25 cm | Souviens-toi?; La peau                                                         | Pian                                                         |
| 1932 | AM 4007          | ebonită, single, 25 cm | 1. București; 2. Prin fum                                                      | orchestra Doll Dauber (1); orchestra Heinz Sandauer (2)      |
| 1932 | AM 4008          | ebonită, single, 25 cm | Dragostea ta e o durere; Cântă-mi iar din balalaică                            | orchestra Doll Dauber                                        |
| 1932 | AM 4009          | ebonită, single, 25 cm | Îți mai aduci aminte doamnă?; Pleacă!                                          | orchestra Heinz Sandauer (1); orchestra Doll Dauber (2)      |
| 1932 | AM 4010          | ebonită, single, 25 cm | Nu vreau lacrimi, nici cuvinte; Minte-mă                                       | orchestra Doll Dauber                                        |
| 1932 | AM 4011          | ebonită, single, 25 cm | 1. În umbra ta; 2. Ilona                                                       | orchestra Doll Dauber (1); orchestra Heinz Sandauer (2)      |
| 1932 | AM 4012          | ebonită, single, 25 cm | Cântă iubirea în toată firea; Fiindcă mi-ești dragă                            | orchestra Doll Dauber                                        |
| 1932 | AM 4013          | ebonită, single, 25 cm | A venit rumba!; Dragoste n-a fost!                                             | orchestra Doll Dauber                                        |
| 1932 | AM 4014          | ebonită, single, 25 cm | Ești frumoasă domnișoară; Nina                                                 | orchestra Doll Dauber                                        |
| 1932 | AM 4015          | ebonită, single, 25 cm | Aș vrea ca să găsesc o fată; Ție dată inima [tango]                            | orchestra Doll Dauber                                        |
| 1932 | AM 4016          | ebonită, single, 25 cm | Spune-mi vorbe dragi; Iartă!                                                   | orchestra Doll Dauber                                        |
| 1932 | AM 4125          | ebonită, single, 25 cm | Vecina mea de vis-à-vis; Peppina                                               | orchestra Francois Renard                                    |
| 1932 | AM 4127          | ebonită, single, 25 cm | Inima e-un telefon; M-ai amăgit c-o privire                                    | orchestra Francois Renard                                    |
| 1932 | AM 4128          | ebonită, single, 25 cm | Tu nu mai ești a mea; Mai spune-mi înc-odată                                   | orchestra Francois Renard                                    |
| 1932 | AM 4129          | ebonită, single, 25 cm | Un sărut uitat; Mi-a murit norocul                                             | orchestra Francois Renard                                    |
| 1932 | AM 4130          | ebonită, single, 25 cm | Nevasta mea; La revedere                                                       | orchestra Francois Renard                                    |
| 1932 | AM 4131          | ebonită, single, 25 cm | Cânt numai pentru „ea”; Nu mai cred in iubire!                                 | orchestra Francois Renard                                    |
| 1932 | AM 4156          | ebonită, single, 25 cm | La revedere; Cânt numai pentru „ea”                                            | orchestra Francois Renard                                    |
| 1932 | AM 4157          | ebonită, single, 25 cm | Nu mai cred in iubire!; Nevastă-mea                                            | orchestra Francois Renard                                    |
| 1933 | AM 4180          | ebonită, single, 25 cm | A fost odată un muzicant; Luna când va răsări                                  | orchestra Lewis Ruth                                         |
| 1933 | AM 4181          | ebonită, single, 25 cm | Țigane, tu mi-ai ghicit durerea; Domnișoară                                    | orchestra Lewis Ruth                                         |
| 1933 | AM 4182          | ebonită, single, 25 cm | Inima e o ghitară; Aș vrea...                                                  | orchestra Lewis Ruth                                         |
| 1934 | AM 4333          | ebonită, single, 25 cm | Ia din viață ce-i frumos; Nu-mi spune iar minciuni de amor!                    | orchestra Francis Renard                                     |
| 1934 | AM 4334          | ebonită, single, 25 cm | Pentru tine am plâns; Să-mi cânți un cântec de iubire                          | orchestra Francis Renard                                     |
| 1934 | AM 4335          | ebonită, single, 25 cm | Toto; Spune-mi o poveste de amor                                               | orchestra Francis Renard                                     |
| 1934 | AM 4336          | ebonită, single, 25 cm | Cuvinte de amor; Așteaptă-mă!                                                  | orchestra Francis Renard                                     |
| 1934 | AM 4337          | ebonită, single, 25 cm | Solari e cântecul; Cine te-a făcut să plângi?                                  | orchestra Francis Renard                                     |
| 1934 | AM 4338          | ebonită, single, 25 cm | Nopți de vis; Tango                                                            | orchestra Francis Renard                                     |
| 1934 | AM 4339          | ebonită, single, 25 cm | Primavara; Nu mă uita                                                          | orchestra Francis Renard                                     |
| 1934 | AM 4391          | ebonită, single, 25 cm | Cel din urmă tango; Ai să iubesti odată și tu                                  | orchestra Harry Sandauer                                     |
| 1934 | AM 4392          | ebonită, single, 25 cm | Când sunt vesel eu fluer; Carioca                                              | orchestra Harry Sandauer                                     |
| 1934 | AM 4393          | ebonită, single, 25 cm | Cine te-a făcut să plângi?; Valsul e cântecul iubirii                          | orchestra Harry Sandauer                                     |
| 1934 | AM 4394          | ebonită, single, 25 cm | Foaie verde spic de grâu                                                       | orchestra Ioniță Badiță                                      |
| 1934 | JB 5             | ebonită, single, 25 cm | Mi-e dor de sărutarea ta; Lili, Lulu, Lolo, Lala                               | orchestra Harry Sandauer                                     |
| 1934 | JB 6             | ebonită, single, 25 cm | Norocul meu ești tu; Alhambritta                                               | orchestra Harry Sandauer                                     |
| 1934 | JB 7             | ebonită, single, 25 cm | Adriana; O sărutare și-un cântec de amor                                       | orchestra Harry Sandauer                                     |
| 1934 | JB 8             | ebonită, single, 25 cm | Mi-e dor de sărutarea ta; Adriana                                              | orchestra Harry Sandauer                                     |
| 1934 | JB 17            | ebonită, single, 25 cm | Vrei să ne-ntâlnim sâmbătă seară; Noapte bună Mimi                             | orchestra Honigsberg-Hecker                                  |
| 1934 | JB 18            | ebonită, single, 25 cm | 1. Vrei să ne-ntâlnim sâmbătă seară; 2. O sărutare și-un cântec de amor        | orchestra Honigsberg-Hecker (1) orchestra Harry Sandauer (2) |
| 1934 | JB 25            | ebonită, single, 25 cm | Lasă-mă să stau aproape; Tu, de ce-ai sdrobit iubirea mea                      | orchestra Honigsberg-Hecker                                  |
| 1934 | JB 26            | ebonită, single, 25 cm | Să-mi cânți ca altădată; Cel mai frumos tango                                  | orchestra Honigsberg-Hecker                                  |
| 1934 | JB 27            | ebonită, single, 25 cm | Pentr-un sărut; Marlena                                                        | orchestra Honigsberg-Hecker                                  |
| 1934 | JB 36            | ebonită, single, 25 cm | Mână birjar; Sărutarea de adio                                                 | orchestra Honigsberg-Hecker                                  |
| 1934 | JB 37            | ebonită, single, 25 cm | De dragul tău; Nenitta                                                         | orchestra Honigsberg-Hecker                                  |
| 1935 | JB 74            | ebonită, single, 25 cm | 1. Te aștept diseară-n Cișmigiu; 2. Tu, tu, tu                                 | orchestra Honigsberg (1); orchestra George Corologos (2)     |
| 1935 | JB 75            | ebonită, single, 25 cm | Inimile noastre se-ntâlnesc; În ochii tăi frumoși                              | orchestra Honigsberg                                         |
| 1935 | JB 76            | ebonită, single, 25 cm | Bonsoir; Un cântec de țigan pribeag                                            | orchestra Honigsberg                                         |
| 1935 | JB 77            | ebonită, single, 25 cm | 1. Femei, voi m-ați învățat ce-i dorul; 2. La telefon                          | orchestra Honigsberg (1); orchestra George Corologos (2)     |
| 1935 | JB 78            | ebonită, single, 25 cm | Nu mai beau; Dragoste cu sila nu se face                                       | indisp.                                                      |
| 1935 | JB 80            | ebonită, single, 25 cm | Pentru dumneata Madame; Yú                                                     | orchestra Harry Sandauer                                     |
| 1935 | JB 81            | ebonită, single, 25 cm | Păcat fetițo dragă că nu m-ai înțeles; Micuță scumpă                           | orchestra Harry Sandauer                                     |
| 1935 | JB 82            | ebonită, single, 25 cm | La fereastra unde doarme o pisică; Micuță scumpă                               | orchestra Harry Sandauer                                     |
| 1935 | JB 83            | ebonită, single, 25 cm | Eu trec prin viață fluerând; Nu pleca                                          | orchestra Harry Sandauer                                     |
| 1935 | JB 85            | ebonită, single, 25 cm | Mai dă-mi o litră și un sifon; A fost odată un mic chinez                      | orchestra George Corologos                                   |
| 1935 | JB 86            | ebonită, single, 25 cm | La fântâna din Poiană; Când noaptea cade în București                          | orchestra George Corologos                                   |
| 1935 | JB 87            | ebonită, single, 25 cm | Hai te fac un tabinet; Dă-mi un pol                                            | orchestra George Corologos                                   |
| 1935 | JB 93            | ebonită, single, 25 cm | Ce număr ai la telefon; Tu ai fost singura femee ce-am iubit                   | indisp.                                                      |
| 1936 | JB 106           | ebonită, single, 25 cm | Mi-a 'nflorit grădinița; Gelozie                                               | orchestra James Kok                                          |
| 1936 | JB 110           | ebonită, single, 25 cm | Puișor; Dorul                                                                  | indisp.                                                      |
| 1936 | JB 111           | ebonită, single, 25 cm | 1. Dragostea-i copil ce se leagănă; 2. Ai să regreți iubirea mea               | orchestra George Corologos (1); orchestra James Kok (2)      |
| 1936 | JB 112           | ebonită, single, 25 cm | Ce știi tu; Nu-i adevărat                                                      | indisp.                                                      |
| 1936 | JB 114           | ebonită, single, 25 cm | Rămâi cu bine iubito; Iar ne-am certat                                         | indisp.                                                      |
| 1936 | JB 125           | ebonită, single, 25 cm | Când răsare luna; Noaptea                                                      | orchestra George Corologos                                   |
| 1936 | JB 149           | ebonită, single, 25 cm | Hai acasă puișor; Mi-e dor de tine                                             | indisp.                                                      |
| 1936 | JB 152           | ebonită, single, 25 cm | Spune-mi unde, când si cum; În lumea visurilor mele                            | orchestra Honigsberg                                         |
| 1936 | JB 153           | ebonită, single, 25 cm | Dacă ai fi Ginger Rogers și eu Fred Astaire; Poate cânti și tu aceiași melodie | orchestra James Kok                                          |
| 1937 | JB 180           | ebonită, single, 25 cm | Recunoaște domnișoară ca am gust; Hai să-ți arăt Bucureștiul noaptea           | orchestra Drescher-Marcel                                    |
| 1937 | JB 207           | ebonită, single, 25 cm | 1. Dă-mi adresa dumitale; 2. Sunt legat de a ta ființă                         | orchestra James Kok (1); orchestra Leonard (2)               |
| 1937 | JB 208           | ebonită, single, 25 cm | Vino iubito cu mine; Ștergeți ochișorii păpușico                               | indisp.                                                      |
| 1937 | JB 209           | ebonită, single, 25 cm | Nina; Între două nu te plouă                                                   | indisp.                                                      |
| 1937 | JB 222           | ebonită, single, 25 cm | Să nu uiți ce mi-ai promis; Mi-e dor de-un chef                                | indisp.                                                      |

## Discuri Columbia
| An   | Număr de catalog | Format                 | Piese              | Acompaniament             |
| ---- | ---------------- | ---------------------- | ------------------ | ------------------------- |
| 1937 | DR 172           | ebonită, single, 25 cm | Ce-o să zică lumea | orchestra Drescher-Marcel |

## Discuri Electrecord
| An   | Număr de catalog | Format                 | Piese                                         | Acompaniament               |
| ---- | ---------------- | ---------------------- | --------------------------------------------- | --------------------------- |
| 1941 | 1418             | ebonită, single, 25 cm | Te-aștept lângă liliacul nostru               | orchestra Gerd Wilnow       |
| 1941 | 1423             | ebonită, single, 25 cm | Nu-i nimic adevărat; Am visat că sunt cu tine | orchestra Bibi Alexandrescu |
| 1941 | 1424             | ebonită, single, 25 cm | Ne-am certat; Cantecul meu de ghitară         | orchestra Bibi Alexandrescu |
| 1941 | 1434             | ebonită, single, 25 cm | În mai a înflorit iubirea                     | orchestra Electrecord       |